# Mark Brzezicki

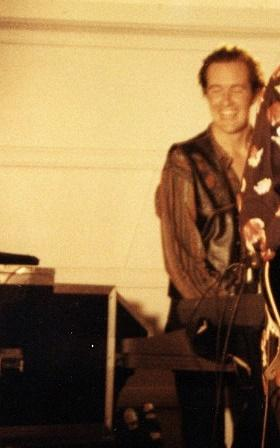
Mark Michael Brzezick (1991)

Mark Michael Brzezicki (* 21. Juni 1957 in Slough, Berkshire, England) ist ein britischer Rock-Schlagzeuger polnischer Abstammung, der besonders durch seine Mitgliedschaft bei der schottischen Band Big Country bekannt wurde. Er spielte auch zusammen mit The Cult, Ultravox, Fish, Pete Townshend, Roger Daltrey, Midge Ure und anderen.
Von 1991 bis 1992 und erneut von 2000 bis 2006 spielte Brzezicki mit Procol Harum. Von 2004 bis 2006 wirkte er in Simon Townshends Band Casbah Club mit, die momentan nicht aktiv ist.
Augenblicklich ist er wieder mit Big Country auf Tournee.